# Sky Tower (communicatie)
De Sky Tower is een uitkijk- en telecommunicatietoren in Nieuw-Zeeland gevestigd in Auckland op de hoek van Victoria Street en Federal Street. De toren, in 1997 gebouwd, is 328 meter hoog, gemeten vanaf de onderste verdieping naar de top van de mast waardoor het het grootste vrijstaande gebouw in het zuidelijk halfrond. Door zijn vorm en hoogte, vooral wanneer je het vergelijkt met andere hoge gebouwen, is het een opvallend oriëntatiepunt in de skyline van Auckland.

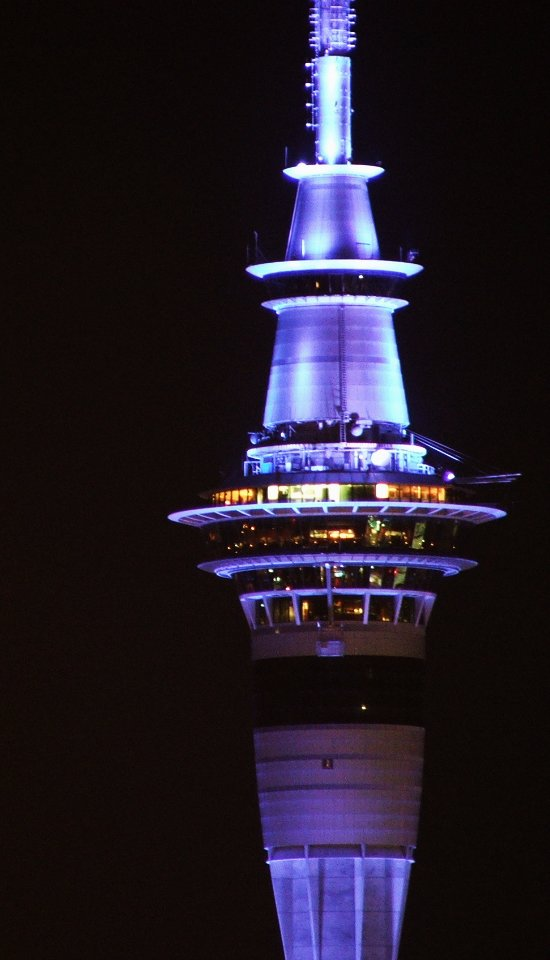
Bovenste delen van de Sky Tower

## Gebruik
De toren is onderdeel van het SKYCITY Auckland casino complex. De toren heeft een gemiddelde van 1450 bezoekers per dag en meer dan 500.000 per jaar, om verschillende redenen, zoals het uitzicht, het met een kabel springen van de toren of het casino.
Het bovenste deel van de toren bevat twee restaurants en een café, waarvan een draaiend restaurant dat 190 meter boven de grond is en elk uur 360 graden draait. Er is ook een buffet in brasserie stijl, 1 verdieping boven het uitzicht dek. De toren heeft drie verdiepingen bedoeld voor observatie op verschillende hoogtes. Elk dek geeft een uitzicht van 360 graden over de stad. Het grootste observatie dek op 186 meter hoogte heeft op sommige plaatsen van de verdieping glazen vloeren van 38mm dik, die ervoor zorgen dat je recht naar beneden kunt kijken. Het bovenste uitzicht dek genaamd 'Skydeck' is net onder de antenne op 220m hoogte en geeft uitzichten tot 82 km in de verte.
De toren heeft ook de activiteit 'SkyJump', een sprong van 192 meter hoogte vanaf het observatiedek waarbij een maximumsnelheid van 85 km per uur kan worden gehaald. De kabel blijft in zijn positie, zodat bij windstoten degene die springt niet met de toren botst. Groepen kunnen ook de antenne in op 300 meter hoogte, zodat je buiten kan lopen in plaats van binnen.
De toren wordt ook gebruikt voor telecommunicatie met de Auckland Peering Exchange, op verdieping 48. Op de top bevinden zich ook een internetmast en een weerstation, zodat men kan zien wat de weersomstandigheden zijn op de top.

## Bouw

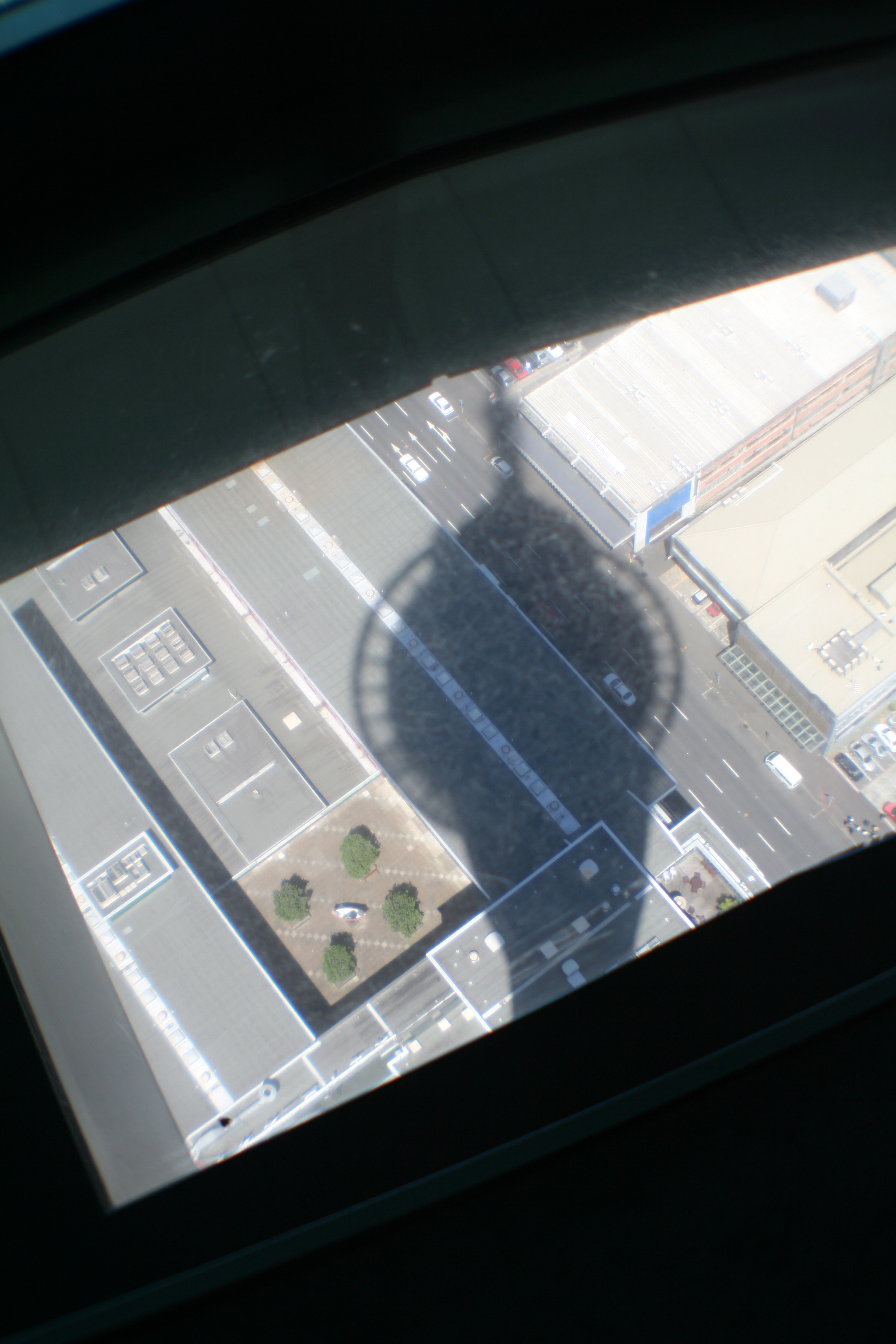
Gezien van een van de glazen vloeren

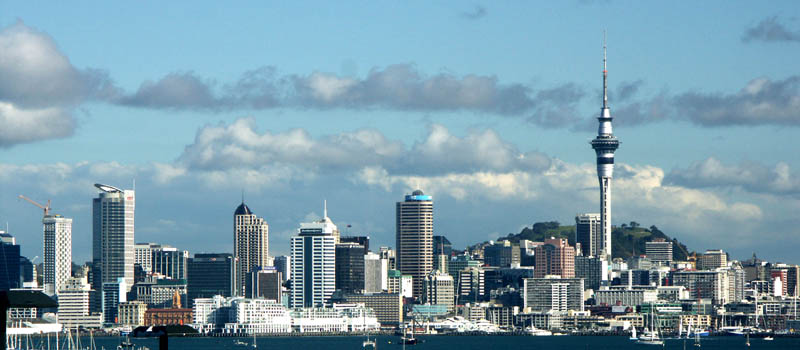
Sky Tower in de skyline van Auckland

### Projectgeschiedenis
Fletcher Construction was de aannemer voor het project terwijl Beca Group voor de technische snufjes zorgde, alsmede de verlichting en de elektriciteit. Harrison Grierson zorgde voor de landmeetkundige diensten. De toren was ontworpen door architect Craig Moller. Hij heeft hierdoor veel prijzen gewonnen (waaronder de New Zealand Institute of Architects National Award).

### Feiten
De toren is gemaakt van versterkt beton. De basis met een diameter van 12 meter, inclusief 3 liften en een noodtrap, wordt ondersteund door 8 poten die gebouwd zijn op 16 pilaren die 12 meter de grond in zitten in het zandsteen.
De bovenste verdiepingen zijn gemaakt van samengestelde materialen, staal, beton en gewapend beton. Een stalen kader ondersteunt het bovenste deel van de mast. Tijdens de bouw is 15000 kubieke meter beton, 2000 ton versterkt staal en 660 ton structureel staal gebruikt. De mast was te zwaar om gedragen te worden door een helikopter, en moest in plaats daarvan op zijn plaats gezet worden door een hijskraan, die vastgezet was aan het gebouw. Om de kraan weer weg te halen, moest een andere kraan aan het bovenste deel gemonteerd worden, die de andere kraan in stukjes uit elkaar haalde om in de lift te passen.

### Noodgevallen
De toren is ontworpen om windsnelheden van 200 km per uur aan te kunnen. Onderzoek heeft uitgewezen dat een aardbeving van 7 op de schaal van Richter die plaatsvindt op 40 km van de toren, de toren niet zal beschadigen.
Tot op heden is de Sky Tower nog maar één keer gesloten vanwege het weer, tijdens een storm in 2006. De structuur begon te schudden vanwege windstoten van 150 km per uur. Het sluiten van de toren was eigenlijk niet nodig, behalve voor het comfort van de gasten, aangezien de toren is ontworpen om 1 meter zijwaarts te kunnen bewegen bij windsnelheden van 210 km per uur, die maar één keer in de 1000 jaar voorkomen.

## Verlichting

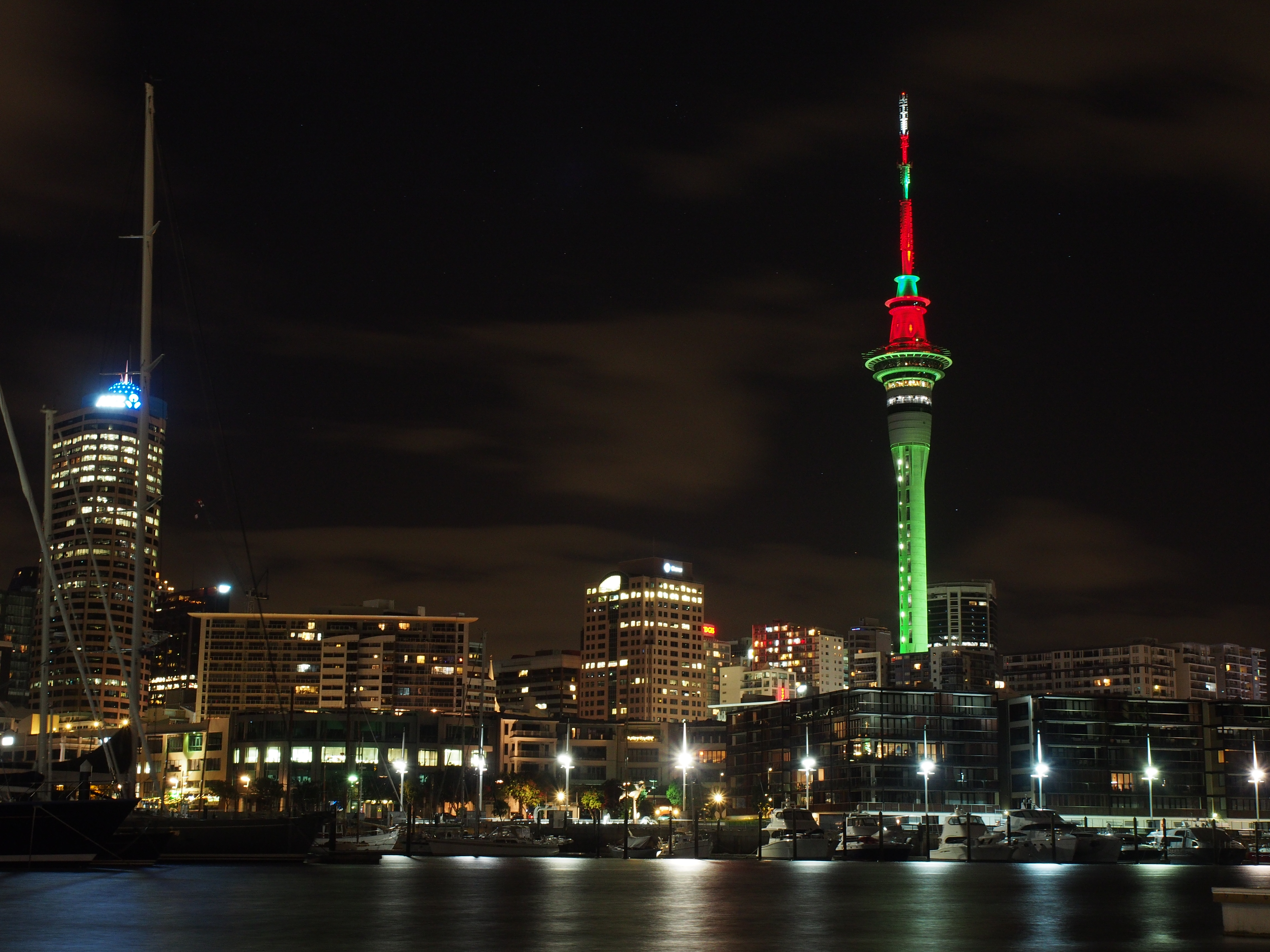
Sky Tower in zijn kerstkleuren.

De Sky Tower beschikt 's nachts over een uitgebreid verlichtingssysteem. SkyCity gebruikt de verlichting tijdens een aantal evenementen. Hier is een deel van de lijst.
- Rood met groen = Met Kerstmis
- Rood met goud = Met Chinees Nieuwjaar
- Oranje = Tijdens het Auckland Festival
- Groen en paars = Tijdens de Auckland Cup
- Groen = Met St. Patrick's Day
- Lampen uit = Tijdens Earth Hour

### Energiezuinige verlichting
De Sky Tower gebruikt sinds 29 mei 2009 ledverlichting in plaats van halogeenverlichting. De oude verlichting werd gebruikt sinds de constructie in 1997. Het was echter moeilijk om deze lichten te vervangen of van kleur te laten veranderen vanwege de hoogte van de toren. De nieuwe verlichting verbruikt 66% minder energie. Nog een voordeel is dat ledverlichting de mogelijkheid heeft om te wisselen van kleuren.